# Маслова, Лариса Ивановна
Лариса Ивановна Маслова (28 декабря 1951 — 17 февраля 2015) — звукооператор (СССР, России), звукорежиссёр России, актриса СССР, России.

## Биография
Лариса Ивановна Маслова родилась в 1951 году.
С 1985 года и по 20?? год — штатный звукооператор киностудии «Ленфильм».
Преподавала в Санкт-Петербургском государственном университете кино и телевидения.

## Фильмография

### Звукооператор
- 1985 — Встретимся в метро  (Режиссёр-постановщик: Виктор Соколов)
- 1986 — Киноальманах «Исключения без правил». Скрепки  (короткометражный) (Режиссёр-постановщик: Сергей Баранов, Валерий Наумов)
- 1987 — Чаплиниана  (ТВ) (фильм-балет) (Режиссёр-постановщик: Александр Белинский)
- 1989 — Это было у моря…  (Режиссёр-постановщик: Аян Шахмалиева)
- 1990 — Однажды как-то раз…  (короткометражный) (Режиссёр-постановщик: Мирослав Малич)
- 1990 — Переход товарища Чкалова через Северный полюс  (короткометражный) (Режиссёр-постановщик: Максим Пежемский)
- 1990 — Посредине мира  (документальный) (Режиссёр-постановщик: Вячеслав Амирханян)
- 1991 — Опыт бреда любовного очарования  (Режиссёр-постановщик: Валерий Огородников)
- 1992 — Молодой человек танцует  (Россия/Канада) (короткометражный) (документальный) (совместно с Жаком Друэн) (Режиссёр-постановщик: Дуглас Джексон)
- 1993 — Пленники удачи  (Россия/Франция) (Режиссёр-постановщик: Максим Пежемский)
- 1993 — Лабиринт любви  (Режиссёр-постановщик: Тамара Лапигина)
- 1995 — Четвёртая планета  (короткометражный) (Режиссёр-постановщик: Дмитрий Астрахан)
- 1996 — Принципиальный и жалостливый взгляд  (совместно с Еленой Демидовой) (Режиссёр-постановщик: Александр Сухочев)
- 2000 — Рождественская мистерия  (Режиссёр-постановщик: Андрей Кравчук, Юрий Фетинг)
- 2003 — Надежда Кошеверова. Игра в куклы  (короткометражный) (документальный) (Режиссёр-постановщик: Мария Соловцова)
- 2003 — ФЭКС  (короткометражный) (документальный) (совместно с Мариной Полянской) (Режиссёр-постановщик: Олег Ковалов)

#### Звукооператор дубляжа
Фильмы указаны по годам, когда они были дублированы на русский язык.
- 1979 — Мост  (Режиссёр-постановщик: Ирфан Уналь) (Турция)
- 1981 — Проба микрофона  (Режиссёр-постановщик: Мирча Данелюк) (Румыния)
- 1982 — Путь домой  (Режиссёр-постановщик: Александр Рехвиашвили) («Грузия-фильм»)
- 1982 — Записки молодого варшавянина  (Режиссёры-постановщики: Эва Петельская, Чеслав Петельский) (Польша)
- 1982 — Плутни Скапена  (Режиссёр-постановщик: Роже Кожжио) (Франция)
- 1982 — Суровое море  (Режиссёр-постановщик: Арно Крууземент) («Таллинфильм»)
- 1983 — Без паники, майор Кардаш!  (Режиссёр-постановщик: Шандор Сёньи) (Венгрия)
- 1983 — Каменистый путь  (Режиссёр-постановщик: Роланд Калнынь) (Рижская киностудия)
- 1984 — Одна ошибка  (Режиссёр-постановщик: Т. Рама Рао) (Индия)
- 1984 — Собака Баскервилей  (Режиссёр-постановщик: Дуглас Хикокс) (Великобритания)
- 1986 — Ико — отважный жеребёнок  (Режиссёр-постановщик: Мануэль Гарсиа Ферре) (Аргентина)
- 1986 — Любовные письма с подтекстом  (Режиссёр-постановщик: Звонимир Беркович) (Югославия)
- 1986 — Очи чёрные  (Режиссёр-постановщик: Никита Михалков) (СССР)
- 1987 — Гонза-копьеносец  (Режиссёр-постановщик: Масахиро Синода) (Япония)
- 1989 — Клич свободы  (Режиссёр-постановщик: Ричард Аттенборо) (Великобритания)
- 1989 — Модернисты  (Режиссёр-постановщик: Алан Рудольф) (США)
- 1990 — Рыбная лавка «Ямаха»  (Режиссёр-постановщик: Лианг Чжан) (Китай)

### Актриса
- 1988 — Мисс миллионерша — эпизод
- 1989 — Борис Годунов (фильм-спектакль) — поёт в хоре

## Признание и награды
- Указом Государственного комитета Российской Федерации по кинематографии за многолетнюю успешную работу в системе кинематографии награждена нагрудным знаком Почётный кинематографист Российской Федерации (1999).

Работала звукооператором на фильмах, получивших признание в СССР, России и за рубежом:
- 1987 — Чаплиниана — Специальный приз телефильму на XXVII МКФ «Золотая роза Монтрё» в Монтрё, Швейцария (1987).
- 1990 — Переход товарища Чкалова через Северный полюс — Приз на I ВКФ «Дебют» в Москве (1990); Приз запорожского казачества на МКФ «Молодость» в Киеве (1990); Приз «За лучший фильм для детей и юношества» на I ВКФ «Дебют» в Москве (1990); Приз «За лучший игровой короткометражный фильм» на XXI кинофестивале «Молодость» в Киеве (1990); Главный приз за лучший короткометражный фильм на IX МКФ в Турине, Италия (1991).
- 1996 — Принципиальный и жалостливый взгляд — Приз жюри фильму на КФ «Окно в Европу» в Выборге (1996); Диплом жюри фильму на МКФ «Молодость» в Киеве (1996).